# دومينيكو بيرير
دومينيكو بيرير (بالفرنسية: Dominique Perrier )‏ (و. – م) هي ممثلة، من فرنسا.

## وصلات خارجية
- دومينيكو بيرير على موقع IMDb (الإنجليزية)
- دومينيكو بيرير على موقع قاعدة بيانات الفيلم (الإنجليزية)